# Ex Voto
Ex Voto ist ein Kinodokumentarfilm des Schweizer Regisseurs Erich Langjahr. Mit diesem Film löst der 1944 geborene Langjahr sein Versprechen ein, die Landschaft seiner Jugend zu filmen. Ex Voto geht der Frage nach, was es bedeutet, eine Heimat zu haben.

## Entstehung
Der Titel «Ex Voto» bedeutet Gelübde, Versprechen, Dank (siehe Votivgabe). Mit dem Film löste der Regisseur sein Gelübde ein, die Landschaft seiner Jugend zu filmen. Über sieben Jahre hinweg beobachtete er dazu die Innerschweizer Landschaft rund um den Gubel. Die meisten Aufnahmen machte Langjahr im Kanton Zug. Weitere Drehorte befinden sich in den Nachbarkantonen Schwyz, Luzern und Zürich.
Die ersten Aufnahmen zum Film entstanden 1979. Veröffentlicht wurde er 1986.
2018 wurde der Film mit Hilfe von Memoriav (Verein zur Erhaltung des audiovisuellen Kulturgutes der Schweiz) digital restauriert.

## Inhalt
Der Film zeigt die Region um den Gubel mit dem Frauenkloster «Maria Hilf», Bauern, die Bäuerin Trudi Hegglin und Zerstörungen durch Kiesabbau und Zersiedelung.

## Festivalvorführungen
- 22. Solothurner Filmtage, Januar 1987
- 10. Festival Cinéma du réel Paris (FR), 6.-15.3.1987
- 4. Mostra del Cinema Europeo Rimini (IT), 1.-7.7.1987
- 40. Locarno Filmfestival, 6.-16.8.1987
- 18. Festival international de Cinéma Nyon, Oktober 1987
- 36. Internationale Filmwoche Mannheim (DE), 5.-10.10.1987
- 8. Festival International Cinéma et Monde rurale, Aurillac (FR), 13.-20.10.1987
- 11. Duisburger Filmwoche (DE), November 1987
- 14. Internationales Filmwochenende Würzburg (DE),  Februar 1988
- Filmfest Viennale 88 Wien (AT), März 1988
- Festival FOR MILJOFILM I DELTA BIO Kopenhagen (DK), 7.-20.3.1988
- 3. Internationales Dokumentarfilmfestival München (DE), April 1988
- 36. Filmfestival Internazionale Montagna-Esplorazione Città di Trento (IT), 1.-7.5.1988
- 42. Edinburgh Filmfestival (GB), 13.-28.8.1988
- 1. Internationales Filmfestival Freistadt (AT), 31.8.-4.9.1988

- 65. Anthropos International Festival of Documentary Film Los Angeles (USA), 1.-8.12.1988

## Auszeichnungen
- Qualitätsprämie des Eidgenössischen Departements des Innern
- Premier Prix du Jury Oecuménique des Festival international de cinéma «Visions du Réel», Nyon 1986[2]
- «Prix spécial» du Cinéma du Réel, Centre national d’art et de culture Georges Pompidou, Paris 1987
- Ausgewählt «Best European Films» Europacinema, Rimini 1987
- Spezialpreis der Internationalen Jury, Leipziger Dokfilmwoche 1987[3]
- Förderungspreis der Innerschweizerischen Radio- und Fernsehgesellschaft IRG, 1987
- Kunstpreis (Anerkennungspreis) der Stadt Luzern, 1987[4]

Andreas Faessler schrieb 2018 in der Luzerner Zeitung: „Der Film kann als bedeutendes immaterielles Kulturgut von Zug und der Schweiz eingestuft werden.“
Der Film wurde nicht nur in der deutschsprachigen Schweiz, sondern auch in den französisch und italienisch sprechenden Landesteilen wie auch international stark beachtet und gelobt.